# 3월 5일
3월 5일은 그레고리력으로 64번째(윤년일 경우 65번째) 날에 해당한다.

## 사건
- 363년 - 로마 황제 율리아누스가 안티오크에서 9만 명의 군대를 동원하여 사산 제국을 공격하다.
- 1496년 - 존 캐벗이 잉글랜드 헨리 7세로부터 북서항로 개척을 위한 특허장 발부받음.[1][2]
- 1766년 - 스페인 사람으로서 루이지애나주의 첫 번째 총독이 된 안토니오 데 울로아(Antonio de Ulloa)가 뉴올리언스에 도착하다.
- 1770년 - 보스턴 학살: 보스턴에서 영국군과 시민 간의 충돌이 벌어짐. 이 사건은 미국 독립 전쟁의 불씨가 됨.
- 1918년 - 소비에트 연방이 수도를 페트로그라드에서 모스크바로 옮김.
- 1933년 - 독일 바이마르 공화국 마지막 총선거가 실시됨.
- 1946년 - 윈스턴 처칠이 미국 미주리주 웨스트민스터 대학교의 연설에서 “철의 장막”이라는 말을 처음 사용함.
- 1970년 - 핵 확산 금지 조약 발효.
- 1979년 - 미국의 탐사선 보이저 1호, 목성에 접근. 최초로 목성 근접 촬영에 성공함.
- 2004년 - 대전에 3월 적설량 기록을 깨는 폭설이 내림.
- 2015년 - 마크 리퍼트 주한 미국 대사가 민족화해협력범국민협의회(민화협) 행사에서 문화운동단체 우리마당 대표 김기종에게 강연도중 피습을 당했다.

## 문화
- 1616년 - 니콜라우스 코페르니쿠스의 책, 천구의 회전에 관하여(De revolutionibus orbium coelestium; On the Revolutions of the Heavenly Spheres)가 가톨릭 교회에 의해 금지되다.
- 1920년 - 조선일보 창간.
- 1958년 - 익스플로러 2호가 발사되었다.
- 1987년 - 기아자동차가 자사의 브랜드 프라이드를 COEX에서 발표함.
- 2015년 - KBO가 미국의 밴디트 룰과 유사한 공식야구 규칙 '최우석 룰'을 만들다.
- 2025년 - 대전한화생명볼파크 개장.

## 탄생
- 1133년 - 잉글랜드 왕국의 국왕 헨리 2세.(~1189년)
- 1512년 - 네덜란드의 지리학자 게라르두스 메르카토르. (~1594년)
- 1737년 - 조선 후기의 문신 박지원. (~1805년)
- 1871년 - 독일의 마르크스주의 여성혁명가 로자 룩셈부르크. (~1919년)
- 1879년
  - 영국의 경제학자 윌리엄 베버리지. (~1963년)
  - 대한민국의 승려 이태준. (~1973년)
- 1887년 - 브라질의 작곡가 에이토르 빌라로부스. (~1959년)
- 1895년 - 브라질의 축구 선수, 축구 감독 네쿠. (~1977년)
- 1897년 - 중화민국 장제스의 부인 쑹메이링. (~2003년)
- 1898년 - 중화인민공화국의 총리 저우언라이. (~1976년)
- 1899년 - 대한민국의 기업인, 관료 윤치창. (~1973년)
- 1904년 - 미국의 영화배우 조지 미커. (~1984년)
- 1910년
  - 대한민국의 시인, 수필가 모윤숙. (~1990년)
  - 대만계 일본 기업가, 라면 개발자 안도 모모후쿠. (~2007년)
- 1915년
  - 대한민국의 사회운동가 겸 정치 깡패 김무옥. (~1950년)
  - 프랑스의 수학자, 필즈상 수상자 로랑 슈바르츠. (~2002년)
- 1919년 - 일제강점기의 가수, 북한의 교육인 선우일선. (~1990년)
- 1922년 - 이탈리아의 시인 피에르 파올로 파솔리니. (~1977년)
- 1930년 - 조선민주주의인민공화국의 정치인 전희정. (~2020년)
- 1931년 - 대한민국의 기자 정신영. (~1962년)
- 1933년
  - 대한민국의 군인, 정치인 김복동. (~2000년)
  - 대한민국의 법조인 민병수. (~2023년)
- 1934년
  - 미국의 심리학자, 경제학자 대니얼 카너먼. (~2024년)
  - 미국의 영화배우, 성우 제임스 시킹. (~2024년)
- 1936년 - 대한민국의 희극인 남보원. (~2020년)
- 1938년 - 미국의 생물학자 린 마굴리스. (~2011년)
- 1939년 - 대한민국의 배우 오지명.
- 1943년
  - 대한민국의 배우 서승현.
  - 대한민국의 정치인 홍사덕. (~2020년)
- 1944년 - 오스트리아의 예술가 페터 바이벨. (~2023년)
- 1945년 - 대한민국의 가수 장현 (트레버 존스). (~2008년)
- 1949년
  - 대한민국의 만화가 이홍우. (~2022년)
  - 프랑스의 기업인 베르나르 아르노.
- 1950년 - 대한민국의 배우 이영하.
- 1953년 - 대한민국의 배구 선수 조혜정. (~2024년)
- 1958년 - 대한민국의 기업인 류찬.
- 1959년 - 일본의 만화가, 기업인 호조 츠카사.
- 1960년 - 대한민국의 배우 차영옥.
- 1961년 - 대한민국의 언론인 김신명숙.
- 1962년 - 대한민국의 의원 김영희.
- 1963년 - 미국의 목회자 조엘 오스틴.
- 1964년
  - 대한민국의 전 야구 선수 김동기.
  - 대한민국의 정치인 임이자.
  - 스페인의 축구 감독 호세 보르달라스.
- 1966년
  - 대한민국의 배우 강문영.
  - 대한민국의 정치인 이연희.
- 1967년 - 일본의 정치인 후쿠다 다쓰오.
- 1968년 - 헝가리의 총리 버이너이 고르돈.
- 1969년
  - 일본의 성우 나츠키 리오.
  - 미국의 배우, 가수, 작곡가, 모델 리나 리펠.
- 1970년
  - 대한민국의 배우 최덕문.
  - 미국의 음악가 존 프루시안테.
  - 미국의 배우 리사 로빈 켈리. (~2013년)
- 1971년
  - 대한민국의 배우 김영선.
  - 대한민국의 경북 울릉군의회의원 최경환.
  - 미국의 성우, 배우 유리 로언솔.
- 1973년
  - 대한민국의 체조 선수 이주형.
  - 미국의 전 야구 선수 라이언 프랭클린.
- 1974년
  - 대한민국의 배우 장원영.
  - 대한민국의 쇼트트랙 선수 채지훈.
  - 독일의 축구 선수 옌스 예레미스.
  - 대한민국의 배우 박주희.
  - 대한민국의 전 축구 선수 김주일.
  - 영국의 희극인 맷 루커스.
- 1975년
  - 일본의 전 축구 선수 사카구치 겐지.
  - 프랑스의 음악 프로듀서 스페이스 카우보이.
- 1976년
  - 대한민국의 야구 코치, 전 야구 선수 김승관.
  - 미국의 야구 선수 폴 코너코.
  - 우즈베키스탄의 권투 선수 세르게이 미하일로프.
- 1977년
  - 대한민국의 방송인 문용현.
  - 대한민국의 야구 선수 전근표.
- 1979년 - 대한민국의 바리스타 김현준.
- 1980년
  - 대한민국의 배우 김찬형.
  - 대한민국의 배우 최종윤.
  - 대한민국의 바둑 기사 하호정.
- 1981년
  - 일본의 배우 오시나리 슈고.
  - 쿠바의 야구 선수 프랜시슬리 부에노.
  - 스웨덴의 배우 한나 알스트룀.
- 1982년 - 대한민국의 배우 하석진.
- 1983년
  - 대한민국의 바둑 기사 염정훈.
  - 대한민국의 배우 박성진.
- 1984년 - 대한민국의 전 축구 선수 황병주.
- 1985년
  - 일본의 배우 마츠야마 켄이치.
  - 대한민국의 배우 이현진.
  - 대한민국의 배우 이규호.
- 1986년 - 대한민국의 가수 박솔.
- 1987년
  - 대한민국의 골프 선수 윤채영.
  - 브라질의 가수, 배우, 사회자, 모델 루아 블랑쿠.
- 1988년 - 대한민국의 배우 추수현.
- 1989년
  - 미국의 배우, 가수 스털링 나이트.
  - 미국의 배우 제이크 로이드.
  - 대한민국의 배우 정지우.
- 1990년
  - 독일의 펜싱 선수 알렉산드라 부이도소.
  - 잉글랜드의 전 축구 선수 대니 드링크워터.
- 1991년
  - 대한민국의 아나운서 박선영.
  - 독일의 스켈레톤 선수 악셀 융크.
  - 스페인의 축구 선수 비키 로사다.
  - 오스트레일리아의 배우 해나 맹건로런스.
- 1992년 - 대한민국의 가수 메리애플.
- 1993년
  - 대한민국의 배구 선수 김미연.
  - 일본의 야구 선수 고토 슌타.
  - 잉글랜드의 축구 선수 해리 매과이어.
  - 미국의 배구 선수 캣 벨.
  - 대한민국의 쇼트트랙 선수 신다운.
  - 미국의 야구 선수 카일 슈워버.
- 1994년
  - 대한민국의 가수 MJ (아스트로).
  - 대한민국의 배우 김다영.
- 1995년 - 일본의 배우 시손 쥰.
- 1996년
  - 미국의 모델 테일러 힐.
  - 잉글랜드의 싱어송라이터 리틀 니키.
- 1997년 - 대한민국의 가수 유주 (체리블렛).
- 1998년
  - 터키의 축구 선수 메리흐 데미랄.
  - 대한민국의 래퍼 BX (CIX).
- 1999년
  - 대한민국의 배우 조수민.
  - 대한민국의 가수 예리 (레드벨벳).
  - 대한민국의 래퍼 옌자민.
  - 대한민국의 축구 선수 고재현.
- 2000년
  - 대한민국의 배우 겸 방송인 정성영.
  - 대한민국의 가수, 유튜버 영둥이.
  - 중화인민공화국의 역도 선수 리원원.
- 2001년 - 대한민국의 축구 선수 이선유.
- 2002년 - 대한민국의 배우 박서연.
- 2003년 - 대한민국의 모델 박소연.
- 2004년 - 대한민국의 배우 최수인.
- 2005년 - 대한민국의 가수 지은.
- 2007년 - 대한민국의 연극배우, 뮤지컬배우 김민지.
- 2008년 - 대한민국의 아역모델 이주원(포철고).
- 2011년 - 대한민국의 배우 홍동영.

### 미상
- 유즈카 레이.
- 대한민국의 가수, 대학강사, 쿠파. (브로큰 발렌타인)

## 사망
- 254년 - 제22대 로마의 교황 교황 루치오 1세. (200년~)
- 1815년 - 독일의 의사 프란츠 안톤 메스머. (1734년~)
- 1827년
  - 프랑스의 수학자 피에르시몽 드 라플라스 후작. (1749년~)
  - 이탈리아 물리학자 알레산드로 볼타. (1745년~)
- 1953년
  - 러시아의 작곡가 세르게이 프로코피예프. (1891년~)
  - 소비에트 연방의 정치인 이오시프 스탈린. (1878년~)
- 1954년 - 오스트리아의 귀족 에른스트 폰 호헨베르크 후작. (1904년~)
- 1965년
  - 일본의 야구인 와카바야시 다다시. (1908년~)
  - 중화민국의 정치인 천청. (1898년~)
- 1968년 - 일제강점기의 소설가 홍명희. (1888년~)
- 1971년 - 프랑스의 철학자이자 작가 장 그르니에. (1898년~)
- 1997년 - 대한민국의 법조 출신 정치인 황성수. (1917년~)
- 2008년 - 독일계 미국인 컴퓨터과학자 조셉 웨이젠바움. (1923년~)
- 2011년 - 대한민국의 만화가 조수진. (1979년~)
- 2013년 - 베네수엘라의 대통령, 정치인 우고 차베스. (1954년~)
- 2016년
  - 대한민국의 언론인, 정치인 허문도. (1940년~)
  - 오스트리아의 지휘자 니콜라우스 아르농쿠르. (1929년~)
- 2018년 - 대한민국의 배우 심진보. (1983년~)
- 2019년 - 대한민국의 법조인 손지열. (1947년~)
- 2021년 - 남아프리카의 영화배우 데이비드 베일리. (1937년~)
- 2023년
  - 미국의 생물학자 프란시스코 아얄라. (1934년~)
  - 대한민국의 영화감독 이강현. (1975년~)
- 2025년
  - 대한민국의 영화감독 배성서. (1944년~)
  - 대한민국의 정치인 최상철. (1940년~)
  - 미국의 영화배우 파멜라 바흐. (1963년~)
  - 오스트레일리아의 테니스선수 프레드 스톨. (1938년~)

## 기념일
- 나무 심기의 날(National Tree Planting Day): 이란

## 같이 보기
- 전날: 3월 4일 다음날: 3월 6일 - 전달: 2월 5일 다음달: 4월 5일
- 음력: 3월 5일
- 모두 보기